# Хайнрих II фон Фюрстенберг
Хайнрих II фон Фюрстенберг (на немски: Heinrich II von Furstenberg; * ок. 1276/пр. 1279, Волфах, Баден; † 14 декември 1337) е граф и господар на Фюрстенберг (1303 – 1337). Чрез женитба и наследство той получава господствата Вартенберг и Хаузах.

## Живот
Той е син на граф Фридрих I фон Фюрстенберг (ок. 1250 – 1296) и съпругата му Уделхилд фон Волфах (ок. 1254 – сл. 1305), дъщеря на Фридрих (Фрайен) фон Волфах. Брат е на граф Конрад († 1346), граф Фридрих († сл. 1309), Анна († сл. 1321), омъжена за Йохан I фон Геролдсек († 1321), Аделхайд († 22 март), омъжена за Егено фон Геролдсек († 1343).
След смъртта на баща му през 1296 г. опекунството поема неговият чичо Конрад, домхер в Констанц. През 1303 г. Хайнрих продава замък Фюрстенек и град Оберкирх на манастир Страсбург.
През 1305 г. той води война против Хабсбургския крал Албрехт I и неговия син Фридрих. Крал Албрехт обсажда през май замък Фюрстенберг, Хайнрих II е победен след няколко дена и загубва град Бройнлинген. След края на конфликтите Хайнрих II отново е към доверените лица на Хабсбургите.
Хайнрих II тръгва с херцог Леополд фон Хабсбург през 1311 г. за Италия и участва при потушаването на Миланското въстание. При конфликтите между крал Лудвиг Баварски и Хабсбугския геген-крал Фридрих той е на страната на Хабсбургите.
След смъртта на Конрад фон Вартенберг († 1303), племенницата му Анна фон Вартенберг наследява господството Вартенберг и град Гайзинген и фогтая над манастир Амтенхаузен. Чрез Верена, дъщерята на Анна, господството Вартенберг получава Хайнрих II, който още през 1304 г. се нарича ландграф на Баар. Така по-късно се създава ландграфството Фюрстенберг.
Хайнрих II започва битка против абата на Райхенау, Дитхелм фон Кастел, и го пленява. Затова е отлъчен от църквата. Конфликтът е разрешен през 1320 г. в полза на Хайнрих. През 1317 и 1324 г. Хайнрих има въоръжени конфликти и със страничната линия Фюрстенберг-Хазлах.
Хайнрих II е първият погребан в манастир Нойдинген, който става така фамилна гробница на Фюрстенбергите.

## Фамилия
Хайнрих II фон Фюрстенберг се жени пр. 22 август 1303 г. в Баденвайлер за братовчедката си Верена фон Фрайбург (ок. 1284 – 1320), наследничка на господството Хаузах, дъщеря на граф Хайнрих фон Фрайбург († 1303) и бургграфиня Анна фон Вартенберг († 1321). Те имат седем деца:
- Конрад III († 1370), граф на Фюрстенберг и Вартенберг, ландграф в Баар, женен за Аделхайд фон Грисенберг († 1371)
- Йохан I († сл. 1365), граф на Фюрстенберг, женен 1348 г. за Йохана фон Зигнау († сл. 1358)
- Хайнрих III († 1367), граф на Фюрстенберг, ландграф в Баар, женен за Анна фон Монфорт-Тетнанг (1310 – 1373)
- Маргарета (ок. 1310 – пр. 1362), омъжена пр. 20 септември 1341 г. за граф Хуго VI фон Монфор-Фелдкирх (1310 – 1359)
- Уделхилд (ок. 1314 – сл. 1373), омъжена за Хайнрих фон Блуменег
- Верена (ок. 1316 – сл. 1341), монахиня в Нойдинген
- София (ок. 1318), монахиня в Нойдинген